# Син Джэ Хван
Син Джэ Хван (кор. 신재환; род. 3 марта 1998, Сеул) — южнокорейский гимнаст, олимпийский чемпион, двукратный победитель Кубка мира в опорном прыжке (Мельбурн и Баку 2020).

## Биография
Син Джэ Хван родился 3 марта 1998 года в Сеуле. Учился в Корейском национальном спортивном университете и окончил его в 2020 году. Син переехал в Чечхон в 2021 году. Его кумиром является соотечественник Ян Хак Сон.

## Карьера
Син Джэ Хван дебютировал в 2019 году в сборной на Кубке мира в Чжаоцине, где выиграл серебро в опорном прыжке и финишировал четвёртым в вольных упражнениях.
Син соревновался в опорном прыжке и вольных упражнениях на Кубке мира 2020 года, где выиграл золото в опорном прыжке на двух этапах. После того как по итогам чемпионата мира 2019 года были распределены путёвки на Олимпиаду, он возглавил рейтинг гимнастов и получил дополнительную путёвку на летние Олимпийские игры 2020 года в Токио, которые из-за пандемии COVID-19 были перенесены на 2021.
В 2021 году Международная федерация гимнастики в последний момент решила провести заключительное квалификационное соревнование в рамках Кубка мира 2021 года в Дохе. Син принял участие с целью удержать преимущество в рейтинге над японским гимнастом Хидэнобу Ёнекура. Несмотря на то, что он занял пятое место, а Ёнекура выиграл в Дохе, Син смог остаться на первом месте и получить индивидуальную путёвку на Олимпийские игры в Токио.
2 августа 2021 года стал олимпийским чемпионом в опорном прыжке, опередив россиянина Дениса Аблязина и армянского гимнаста Артура Давтяна.